# Avion à train classique
 (juin 2011).
Si vous disposez d'ouvrages ou d'articles de référence ou si vous connaissez des sites web de qualité traitant du thème abordé ici, merci de compléter l'article en donnant les références utiles à sa vérifiabilité et en les liant à la section « Notes et références ».

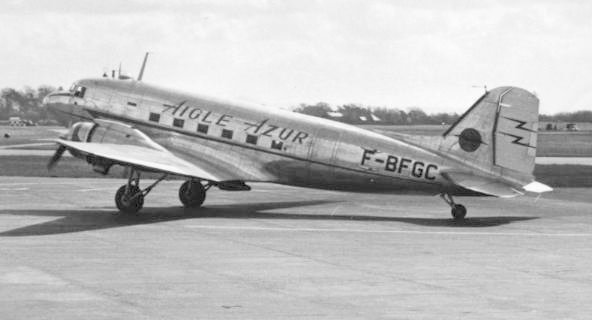
DC3 à train classique.

Un train d'atterrissage est dit classique quand il comporte deux éléments de roulement principaux placés en avant du centre de gravité et un élément porteur placé à la queue de l'appareil. L'élément principal peut être une roue ou un train de roues tandis que l'élément de queue peut être une roulette orientable ou un simple ski destiné à glisser sur le terrain d'atterrissage.
Les premiers avions étaient tous équipés de ce système, ce qui explique qu'on le trouve dénommé également « train conventionnel ».
Certains avions très anciens n'ont même pas de roulette mais un simple patin, qui fait également office de ralentisseur, l'avion étant alors généralement dépourvu de freins.
Il est admis qu'un avion à train classique est moins facile à manier qu'un avion à train tricycle, qui est l'autre système possible apparu plus tard.
Par rapport à un train tricycle, la roulette de queue est plus légère et génère moins de traînée qu'un train avant, ce qui rend l'avion légèrement plus performant. Dans le cas d'un train rentrant, il n'est pas nécessaire de rétracter la roulette de queue, ce qui constitue également une économie de poids.
En vol montagne, la configuration train classique est beaucoup plus adaptée aux altisurfaces à forte pente, en particulier pour les atterrissages sur glacier.

## Roulage
Il faut veiller à ce que l'avion ne bascule pas vers l'avant, car rien n'est là pour arrêter ce mouvement et l'hélice toucherait le sol : c'est ce qu'on appelle passer en « pylône » si l'avion reste planté dans le sol, voire sur le dos si la vitesse était importante. Donc il ne faut pas faire de freinage brusque, mais bien maintenir la profondeur et veiller d'où vient le vent.
Le vent de travers a d'ailleurs tendance à transformer l'avion en girouette surtout si la roulette de queue n'est pas conjuguée avec la dérive. C'est le fameux « cheval de bois » (ou tête à queue).
D'autre part, du fait de l'angle très cabré du fuselage avec le sol, le capot moteur masque une partie de la vue du pilote vers l'avant. Sur certains avions, il faut avancer en zigzag, en faisant des « S » afin de voir où l'on va en regardant par les côtés de l'avion.

## Décollage
Après la mise en puissance, on lève l'arrière de l'avion (mise en ligne de vol), la roulette de queue ne touche plus le sol et la prise de vitesse se fait en roulant sur les deux roues du train principal. L'effet gyroscopique dû à la rotation de l'hélice se fait plus sentir que sur les avions à train tricycle et l'avion est alors également plus sensible au vent de travers. Une fois la vitesse de rotation atteinte, une très légère assiette à cabrer est suffisante pour décoller, et l'avion peut même décoller tout seul.

## Atterrissage
Il y a plusieurs écoles :
- L'atterrissage trois points consiste après l'arrondi à bien tenir l'avion pour casser la vitesse et faire toucher les trois roues en même temps.
- L'atterrissage deux points ou atterrissage de piste consiste après l'arrondi à toucher la piste avec les deux roues du train principal et une fois la vitesse diminuée, la roulette de queue se pose au sol. L'inconvénient de cette méthode est par vent de travers une plus longue période où l'avion est « vulnérable » au vent.
- Par un fort vent de travers, l'atterrissage peut également être fait d'abord sur une des roues du train principal, celle au vent, puis la deuxième et enfin la roulette de queue.

## Quelques avions à train classique
- Douglas DC-3
- Robin DR-221
- La plupart des avions Jodel